# Гриценко Андрій Петрович
Андрій Петрович Гриценко  (нар. 17 вересня 1976, с. Слоут, Глухівський район, Сумська область, Українська РСР) — український педагог і науковець, вікіпедист, автор майже 30 навчальних посібників, 35 фахових статей з історії та методики викладання, доктор педагогічних наук (2021), доцент (2023), директор Навчально-наукового інституту філології та історії (з вересня 2024), завідувач кафедри історії, правознавства та методики навчання (2021—2024) Глухівського національного педагогічного університету імені Олександра Довженка, директор Слоутського навчально-виховного комплексу (2014—2018), «Старший учитель» (2011), член правління ГО «Вікімедіа Україна» (2017—2019).

## Життєпис
Андрій Гриценко народився 17 вересня 1976 року в селі Слоут, Глухівського району, Сумської області.

### Освіта
- 1993—1998 рр. ‒ Сумський державний педагогічний університет ім. А. С. Макаренка (з відзнакою). Спеціальність: «Історія України, всесвітня історія та практична психологія»; кваліфікація: учитель історії України, всесвітньої історії та практичний психолог у закладах освіти[7][8];
- 2012—2015 рр. — аспірантура Бердянського державного педагогічного університету (13.00.02 — теорія та методика навчання) (історія та суспільствознавчі дисципліни; достроково);
- 2018—2020 рр. — докторантура Національного педагогічного університету імені М. П. Драгоманова (011 Освітні, педагогічні науки)[4];
- 2019—2020 рр. — Національний педагогічний університет ім. М. П. Драгоманова. Ступінь навчання: магістр. Спеціальність: 011 Освітні, педагогічні науки (Освітні вимірювання). Кваліфікація: Фахівець із стандартизації, сертифікації та якості; професіонал в галузі інформації та інформаційного аналізу; методист; помічник керівника підприємства (установи).

## Трудова діяльність
Працював:
- директором навчально-виховного комплексу (загальноосвітня школа I—III ступенів, дошкільний навчальний заклад, 2014—2018), заступником директора з навчально-виховної роботи (завучем, 2001—2003, 2008—2014), вчителем історії та правознавства (1998—2019)[7][8];
- редактором та журналістом газети «Данкор Глухов» (2002—2010)[9].

З квітня 2016 по серпень 2021 рр. — старший викладач кафедри історії, правознавства та методики навчання Глухівського національного педагогічного університету імені Олександра Довженка. 30 серпня 2021 року призначений на посаду завідувача кафедри історії, правознавства та методики навчання Глухівського національного педагогічного університету імені Олександра Довженка.

## Наукова діяльність
Автор понад 30 книг та понад 80 наукових статей з методики викладання історії в закладах загальної середньої освіти та фахової підготовки майбутніх учителів історії у закладах вищої освіти.
У жовтні 2015 року в Інституті педагогіки НАПН України захистив кандидатську дисертацію «Формування у старшокласників умінь використовувати інформаційні ресурси».
У квітні 2021 року в Глухівському національному педагогічному університеті імені Олександра Довженка захистив докторську дисертацію «Теоретичні і методичні засади формування професійної компетентності майбутніх учителів історії у процесі фахової підготовки».
Публікації у періодичних наукових виданнях, що включені до наукометричних баз, зокрема Scopus, Web of Science Core Collection
1. Hrytsenko Andriy Developing the Content of Forming the System of Intending History Teachers Professional Competence Using Multimedia Technologies. Revista Românească pentru Educaţie Multidimensională. 2020, Volume 12, Issue 1 Sup. 1, pages: 330—346. URL: https://doi.org/10.18662/rrem/12.1sup1/238

Книги та посібники:
1. Методика інноваційного викладання історичних дисциплін у закладах вищої освіти: навчально-методичний посібник / Автор-укладач: А. П. Гриценко. Глухів, 2022. 276 с.
2. Гриценко А. П. Усі уроки «Всесвітня історія». 7 клас. Харків: Вид. група «Основа», 2015. — 190(2) с.
3. Гриценко Андрій Петрович Усі уроки до курсу «Історія України». 10 клас. Стандартний та академічний рівні. — Харків: Вид. група «Основа», 2012. — 221(3) с.
4. Гриценко Андрій Петрович Усі уроки до курсу «Всесвітня історія». 10 клас. Стандартний та академічний рівні. — Харків: Вид. група «Основа», 2012. — 239 (1) с.
5. Гриценко Андрій Петрович Хрестоматія з історії України. 11 клас. : в 2 ч. Ч. 1. / А. П. Гриценко ; [голов. ред. Н. І. Харківська ; ред. О. О. Івакін ; відп. за видання Ю. М. Афанасенко]. — Харків: Основа, 2011. — 127 с. — (Бібліотека журналу «Історія та правознавство»: заснована 2004 року ; вип. 8 (92)).
6. Гриценко Андрій Петрович Хрестоматія з історії України. 11 клас. : в 2 ч. Ч. 2. / А. П. Гриценко; [голов. ред. Н. І. Харківська; ред. О. О. Івакін ; відп. за видання Ю. М. Афанасенко]. — Харків: Основа, 2011. — 127 с. — (Бібліотека журналу «Історія та правознавство»: вип. 9 (93)).
7. Гриценко Андрій Петрович Хрестоматія зі всесвітньої історії. 11 клас. : в 3 ч. Частина 1. — Х.: Вид. група «Основа», 2012. — 124 (4) с. — (Б-ка журн. «Історія та правознавство». Вип. 8 (104)).
8. Гриценко А. П. Хрестоматія зі всесвітньої історії. 11 клас. : в 3 ч. Частина ІІ. — Х.: Вид. група «Основа», 2012. — 124 (4) с. — (Б-ка журн. «Історія та правознавство». Вип. 9 (105)).
9. Гриценко А. П. Хрестоматія зі всесвітньої історії. 11 клас. : в 3 ч. Частина III. — Х.: Вид. група «Основа», 2012. — 110 (2) с. — (Б-ка журн. «Історія та правознавство». Вип. 12 (108)).
10. Книга для читання. Всесвітня історія. 7 клас. / упоряд. А. П. Гриценко. — Х.: Вид. група «Основа», 2016. — 112 с. — (Б-ка журн. «Історія та правознавство». Вип. 3(147)).
11. Книга для читання з історії Стародавнього світу. Частина 1. / упоряд. А. П. Гриценко. — Х.: Вид. група «Основа», 2014. — 110 (2) с. — (Б-ка журн. «Історія та правознавство». Вип. 04(124)).
12. Книга для читання з історії Стародавнього світу. Частина 2. / упоряд. А. П. Гриценко. — Х.: Вид. група «Основа», 2014. — 110 (2) с. — (Б-ка журн. «Історія та правознавство». Вип. 05(125)).
13. Книга для читання. Історії України. 7 клас. Частина 1. / упоряд. А. П. Гриценко. — Х.: Вид. група «Основа», 2015. — 94(2) с. — (Б-ка журн. «Історія та правознавство». Вип. 10(142)).
14. Книга для читання. Історії України. 7 клас. Частина 2. / упоряд. А. П. Гриценко. — Х.: Вид. група «Основа», 2015. — 95(1) с. — (Б-ка журн. «Історія та правознавство». Вип. 12(144)).
15. Хрестоматія з історії України. 7 клас. / упоряд. А. П. Гриценко. — Х.: Вид. група «Основа», 2015. — 109(3) с. — (Б-ка журн. «Історія та правознавство». Вип. 7(139)).
16. Хрестоматія з історії України. 10 клас. : в 2 ч. Частина 1 /Упорядник А. П. Гриценко. — Х.: Вид. група «Основа», 2013. — 127 (1) с. — (Б-ка журн. «Історія та правознавство». Вип. 04(112)).
17. Хрестоматія з історії України. 10 клас. : в 2 ч. Частина 2 /Упорядник А. П. Гриценко. — Х.: Вид. група «Основа», 2013. — 127 (1) с. — (Б-ка журн. «Історія та правознавство». Вип. 05(113)).
18. Хрестоматія зі всесвітньої історії. 7 клас. / упоряд. А. П. Гриценко. — Х.: Вид. група «Основа», 2015. — 110 (2) с. — (Б-ка журн. «Історія та правознавство». Вип. 8 (140)).
19. Хрестоматія зі всесвітньої історії. 10 клас. : в 2 ч. Частина 1 / Упорядник А. П. Гриценко. — Х.: Вид. група «Основа», 2013. — 126 (2) с. — (Б-ка журн. «Історія та правознавство». Вип. 08(116)).
20. Хрестоматія зі всесвітньої історії. 10 клас. : в 2 ч. Частина 2 / Упорядник А. П. Гриценко. — Х.: Вид. група «Основа», 2013. — 127 (1) с. — (Б-ка журн. «Історія та правознавство». Вип. 09(117)).
21. Хрестоматія з історії Стародавнього світу. / упоряд. А. П. Гриценко. — Х.: Вид. група «Основа», 2014. — 128 (1) с. — (Б-ка журн. «Історія та правознавство». Вип. 02(122)) [Архівовано 27 квітня 2016 у Wayback Machine.]
22. Гриценко А. П. Використання ігор під час роботи з інформаційними ресурсами на уроках історії в старших класах // Ігри у навчанні історії в школі / Автор-упор. К. О. Баханов. — Х.: Вид. група «Основа», 2013 — С. 66-74. (Б-ка журн. «Історія та правознавство». Вип. 10(130)).
23. Гриценко А. П. Календарне планування. Історія України. Всесвітня історія. Правознавство. Людина і світ. 10-11 класи. Стандартний та академічний рівні / А. П. Гриценко, О. Л. Кожем'яка, Т. О. Бізбіз, О. О. Івакін. — X.: Вид. група «Основа», 2011. — 104 с. — (Серія «Календарне планування»).
24. Історія України. Всесвітня історія. Правознавство. Календарне планування в 5-9 кл.. / А. П. Гриценко, Н. М. Морозова, Т. О. Бізбіз, Я. Г. Бондаренко, В. О. Коваль, Л. Г. Чабан. — X.: Вид. група «Основа», 2011. — 104 с. — (Серія «Календарне планування»).
25. Гриценко А. П. Всесвітня історія. 7 клас;— Харків: Основа, 2018. — 87 с.  — (Серія «Мій конспект») — ISBN 978-617-00-3301-7 (в м'як. опр.)
26. Гриценко А. П. Всесвітня історія. 8 клас;— Харків: Основа, 2018. — 79 с.  — (Серія «Мій конспект») — ISBN 978-617-00-3353-6 (в м'як. опр.)

## Вікіпедійна діяльність

### Міжнародний конкурс WikiGap Challenge

#### 2019
Перше місце

#### 2022
Перше місце.

#### 2021
Переможцями марафону стали користувачі й користувачки, які набрали найбільше балів за системою, що брала до уваги кількість та якість внеску.
За результатами WikiGap Challenge 2021 став першим серед чотирьох редакторів української Вікіпедії, які увійшли до топ-10 переможців. Загалом — це п'яте місце та 142 створені й поліпшені статті.

#### 2022
Друге місце у світі — отримав 797 балів, створивши та покращивши 388 статей в українській Вікіпедії.

#### 2023
П'яте місце у світі (перше в Україні): 142 статті.

### Конкурс «Європейська весна»
Протягом 2019, 2020 та 2021 років — перше місце у конкурсі «Європейська весна» з написання статей про країни Центральної та Східної Європи.

#### 2019
Перше місце у конкурсі.

#### 2020
Перше місце у конкурсі.
Андрій Гриценко протягом конкурсу (з 21 березня по 31 травня) започаткував 498 статей та набрав 11 882.9 конкурсних балів. Редактор переміг у 17 тематичних категоріях.

#### 2021
Перше місце у конкурсі.
Андрій Гриценко протягом конкурсу започаткував 86 статей (шостий результат, що дорівнює 4188.5 конкурсних балів) за місяць та довів до статусу «доброї» статтю про настоятельницю Київського Покровського монастиря Софію (Гриньову). Він посів перше місце у 11 категоріях: (Албанія, Башкортостан, Дон, Лужичани, Роми, Росія, Румунія та Угорщина серед країн, а також музика та суспільство — у тематичних номінаціях). Традиційно приділено увагу статтям про жінок (перемога у номінації — 50 статей).

#### 2023
Перше місце у конкурсі
серед авторів, котрі зробили найбільший внесок до проєкту. Найбільше конкурсних балів, загалом 72 статті.

### Вікімарафон

#### 2021
Зробив найбільший внесок, якщо оцінювати обсяг інформації у байтах, започаткувавши 30 статей. Загалом, до Вікімарафону 2021 (28-31 січня) долучилися понад 270 учасників та учасниць. За чотири дні вони започаткували більше 800 статей. 70 учасників зробили свої перші редагування у Вікіпедії саме під час акції.

### Конкурс «Вікіпедія для школи»

#### 2020—2021
Зайняв другі місця у двох номінаціях конкурсу «Історія України» та «Всесвітня історія».

#### 2019—2020
Зайняв перше місце у номінації конкурсу «Всесвітня історія».

#### 2021
Лідер тижня популярних в Україні статей за кількістю створених статей. Їх — 30 із 66 загалом створених учасниками. Він приділив увагу створенням статей про російських музикантів, акторів, блогерів, кінофільми та інші теми. Тиждень тривав з 29 травня по 12 червня. За червень опрацьовані у рамках тижня статті переглянули понад 45 тисяч разів. Найбільш перегляданою зі створених виявилася стаття «Вбивство Дзюнко Фурути». За місяць вона отримала 11,5 тисяч переглядів і чотири рази потрапляла у список найпопулярніших за добу статей.
Зайняв друге місце у конкурсі Тиждень української мови у Вікіпедії, що проходив у жовтні 2021 року за спільної організації «Вікімедіа Україна» та Міністерства культури та інформаційної політики України. Започатковано дві статті.

#### 2024
30 січня 2024 році, в день Української Вікіпедії, надав телеканалу Суспільне Новини опис того, що саме собою являє українська спільнота Вікіпедії.

## Відзнаки
- Подяка Міністерства освіти і науки України за якісну і змістовну підготовку колег по оволодінню програмою «Intel Навчання для майбутнього» та впровадження інформаційно-комунікаційних технологій в навчально-виховний процес (2009).
- Грамота Голови Сумської обласної ради (2014).
- Подяка Голови Сумської обласної державної адміністрації (2020).
- Переможець міжнародного конкурсу «WikiGap Challenge 2019 [Архівовано 20 листопада 2021 у Wayback Machine.]»[8][36]
- Переможець міжнародного конкурсу «WikiGap Challenge 2020»[37][38][16][39].
- 2-ге місце міжнародного конкурсу WikiGap Challenge 2022[40][41].
- 5-е місце міжнародного конкурсу WikiGap Challenge 2021[42].
- Лауреат відзнаки «Вікімеч» імені Олега «Raider» Ковалишина «За внесок у Перемогу України в інформаційній війні» (2023)[43].